# Marko Zalokar
Marko Zalokar (Brežice, 18 giugno 1990) è un calciatore sloveno, portiere del Krško.

## Carriera
Ha giocato nella prima divisione slovena, campionato che ha anche vinto nella stagione 2020-2021.

## Palmarès

### Club

#### Competizioni nazionali
- Coppa di Slovenia: 1

NŠ Mura: 2019-2020
- Campionato sloveno: 1

NŠ Mura: 2020-2021